# Porte de Montreuil (stanice metra v Paříži)
Porte de Montreuil je nepřestupní stanice pařížského metra na lince 9 ve 20. obvodu v Paříži. Nachází se pod náměstím Place de la Porte de Montreuil.

## Historie
Stanice byla otevřena 10. prosince 1933 při prodloužení linky ze stanice République. Než byl 14. října 1937 otevřen úsek do stanice Mairie de Montreuil, sloužila jako konečná stanice. Proto jsou také na nástupišti čtyři koleje.

## Název
Stanice byla pojmenována podle náměstí, na jehož místě stávala jedna z pařížských městských bran („la porte“ = brána), skrz kterou vedla silnice do sousedního města Montreuil.